# الحرب العثمانية الإيطالية
الحرب الإيطالية – العثمانية أو كما يطلق عليها الحرب الليبية تشير إلى العمليات الحربية بين مملكة إيطاليا وبين الدولة العثمانية ما بين 29 سبتمبر 1911 وحتى 18 أكتوبر 1912 لاحتلال ولاية طرابلس الغرب إحدى الولايات العثمانية التي باتت تعرف اليوم باسم ليبيا.
دفعت المطامح الاستعمارية الإيطالية أن تستولي على ولاية طرابلس الغرب إحدى الولايات العثمانية كجزء من التوسع للمملكة الإيطالية.
شكلت الحرب خطوة مهمة نحو الحرب العالمية الأولى، فلقد قامت ببعث النزعة الوطنية لدى المواطنين. كذلك نجح الإيطاليون بهزيمة العثمانيين في أن يشعلوا النزعة الوطنية في البلقان ضد العثمانيين، الأمر الذي أدى إلى إعلان البلقانيين الحرب على الدولة العثمانية قبل أنتهاء حربها مع إيطاليا.
تعد الحرب الإيطالية – العثمانية مسرحاً كبيراً شهدت خلاله العمليات العسكرية توظيفاً للتقدم التكنولوجي، وخاصة العمليات الجوية. في 23 أكتوبر 1911 حلق الطيار الإيطالي (كابتن كارلو ماريا بياتزا) فوق الخطوط الجوية العثمانية في مهمة استكشاف، وفي 1 نوفمبر قامت القوات الإيطالية بإسقاط قنبلة عبر قصف جوي على القوات العثمانية في ليبيا، مما أدي إلى مصرع عدد كبير من جنود الدولة العثمانية، حيث اعتبرت تلك العملية أول استخدام للطائرات في قصف أهداف حربية أرضية.

## العمليات العسكرية
أطلق علي تلك العمليات فيما بعد «حرب طرابلس الغرب» والتي بدأت في 29 سبتمبر/ايلول عام 1911 وانتهت في 18 أكتوبر/تشرين الأول عام 1912 بضم إيطاليا لولايتي طرابلس الغرب و برقة ، بالإضافة إلى جزيرة رودوس وارخبيل دوديكانس في آسيا الصغرى.
على الرغم من وجود الوقت الكافي للقوات الإيطالية لإعداد العدة استعداداً للحرب إلا أن المقاومة العثمانية كانت غير مؤهلة. وصل الأسطول الإيطالي إلى طرابلس عصر يوم 28 سبتمبر، ولكن لم يبدأ بقصف الميناء إلا في 3 أكتوبر وبالفعل وقعت المدينة بيد 1500 جندي الشيء الذي رفع معنويات الأقليات الإيطالية الداعية للحرب.
رفضت القوات الإيطالية مبدأ الأرض مقابل السلام الذي عرض من قبل القوات العثمانية، فصمم العثمانيون على إكمال الحرب والدفاع عن الأقاليم التي تحت سلطتهم حتى النهاية. وفي 10 أكتوبر نزل 20 ألفاً من الجنود الإيطاليين إلى البر وتم الاستيلاء بسهولة على كل من طبرق ودرنة والخمس، بينما لم ينجح الإيطاليون بالاستيلاء على بنغازي.
وشهد العالم في هذه الحرب إمكانات جديدة للتقدم التقني حيث قامت طائرة إيطالية في 23 أكتوبر/تشرين الأول عام 1911 بالتحليق الاستطلاعي فوق المواقع العثمانية ونقلت المعلومات الاستطلاعية إلى قيادتها بواسطة جهاز لاسلكي. وكان هذا التحليق أول استخدام حربي للطائرات في تاريخ الحروب والفن الحربي. وإن كانت القوات الإيطالية في 23 أكتوبر قد تعرضت إلى مقاومة حقيقية من المجاهدين في مدينة طرابلس وذلك عندما احاطوا بهم الجنود العثمانيين سواء من عرب أو ترك. وقد تلى ذلك أول قصف جوي قامت به طائرة ومناطيد إيطالية للمنشآت العسكرية العثمانية الواقعة في ولاية طرابلس الغرب وذلك في 1 نوفمبر/تشرين الثاني عام  1911.
انتهت معركة طبرق 22 نوفمبر 1911 بانتصار الدولة العثمانية بقيادة مصطفى كمال. وصفت الصحف الإيطالية الهجوم بأنها مظاهرة إلا أنها قضت تقريبا على جانب كبير من الهيكل الإيطالي، نتيجة للأحداث الأخيرة قامت القوات الإيطالية بتوسيع عدد قواتها إلى 100 ألف لمواجهة 20 ألف ليبي و8 آلاف تركي غير مسلحين بأسلحة عصرية! ولقد تحولت المعركة إلى حرب جوية وحرب مواقع.

## اتجاه السلام
بقرار 5 نوفمبر أعلنت إيطاليا سيادتها علي ليبيا وعلى بعض الأقاليم البحرية ما عدا طرابلس، الذين كانوا تحت حصار من جانب القوات الوطنية. اتخذت القوات الإيطالية بعض الإجراءات الجذرية ضد المجاهدين مثل تنفيذ حكم الإعدام علناً في الميادين.
وبذلك أصبح لإيطاليا السيادة البحرية الكلية، في الفترة ما بين شهري نيسان/أبريل وآب/أغسطس 1912 استطاعت إيطاليا أن تمد سيادتها على 2,000 كم من الساحل الليبي.
وبعد أن توصلت إيطاليا إلى الحصول على موافقة القوات الأوروبية الأخرى، قامت ببعض الهجمات ضد الممتلكات التركية في بحر إيجة وذلك خوفاً من أن تنتهي الحرب التي استمرت أكثر من الفترة المتوقعة. نجح الإيطاليون بالاستيلاء على أرخبيل دوديكانيزو، التي ظلت تحت سيطرتهم حتى نهاية الحرب العالمية الثانية.
ومن العمليات الجديرة بالذكر التي قامت بها القوات الإيطالية خلال حرب بحر إيجة قصف إسطنبول ما بين ليلة 18 و19 يوليو 1912، حيث نجحت الكتيبة البحرية 3 (شينتوارو، بيرسايو، أسترو، كليمينا) بأمر من الكابتن فاشيللو اينريكو ميللو بذلك والعودة مرة أخرى دون حدوث أي خسائر وهم تحت نيران الدفاع التركي.

## بعد الحرب

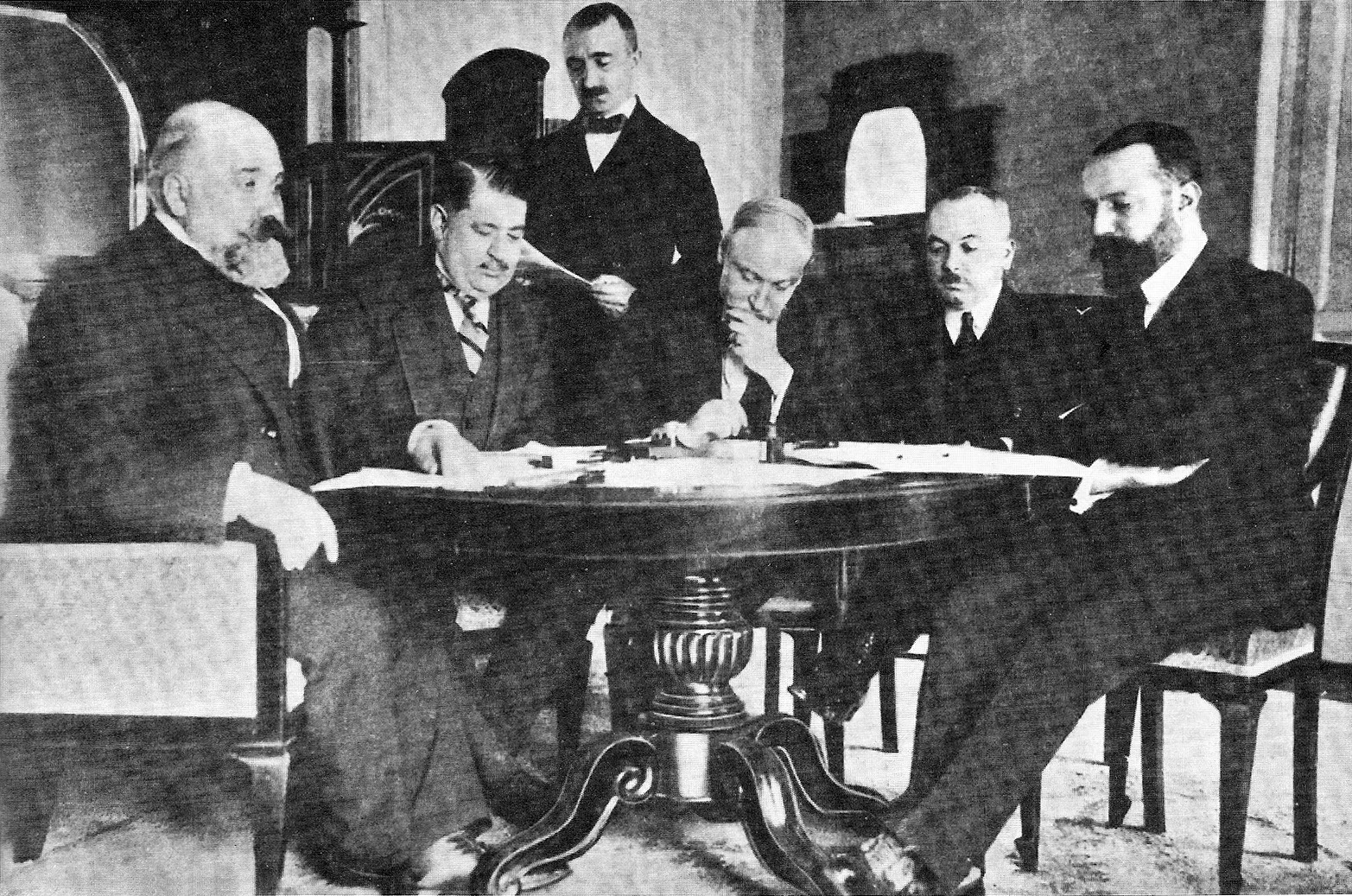
الوفدان التركي والإيطالي خلال التوقيع على معاهدة لوزان. من اليمين إلى اليسار (جلوساً):جوسبي فولبي، رومبي أوغلو فخر الدين، غويدو فوزيناتو، محمد نابي بك، بيترو بيرتوليني.

أدى الغزو الإيطالي لليبيا إلى تعرض إيطاليا لخسائر مادية طائلة، فلقد كانت التقديرات المادية الأولية للحرب 20 مليون ليرة في الشهر ولكن ارتفعت المصروفات حتى وصلت إلى 80 مليون للشهر الواحد مما أدى إلى خلل في الميزان المالي.[بحاجة لمصدر]
وبرغم رفض غالبية الليبيين للغزو الإيطالي لبلادهم، فقد تنازل السلطان العثماني عن ليبيا إلى إيطاليا بتوقيع معاهدة أوشي عام 1912.
استمر الاحتلال الإيطالي للأراضي الليبية حتى الحرب العالمية الثانية (قرابة 35 عاماً). قامت القوات الإيطالية بقيادة كل من (بياترو باديليو، جرازياني) بسلسلة من الحملات للإسراع بالقضاء على المقاومة حتى يوم 15 سبتمبر 1931 هو يوم خمود وقتل المقاومة الليبية وذلك بإعدام زعيم الثوار عمر المختار.
بسبب الحرب العالمية الأولى ظلت جزر دوديكانيسيا تحت الاحتلال العسكري الإيطالي. ووفقاً لمعاهدة سيفر الموقعة في 1920، كان مفترضا على إيطاليا أن تتنازل عن جميع الجزر (عدا رودس إلى اليونان) في مقابل منطقة ذات نفوذ إيطالي في جنوب غربي الأناضول.
بالرغم من ذلك فان هزيمة اليونانيين في الحرب اليونانية التركية، وتأسيس تركيا الحديثة خلق وضعا جديدا، ما جعل تطبيق هذه البنود في الاتفاقية مستحيلا. في المادة الخامسة عشرة من معاهدة لوزان والتي أبطلت معاهدة سيفر الموقعة عام 1920، اعترفت تركيا رسمياً بضم إيطاليا لجزر دوديكانيسيا،  والتي ظلت تحت الحكم الإيطالي حتى نهاية الحرب العالمية الثانية.